# Mazama bricenii
La corzuela de Mérida, candelillo o locha (Mazama bricenii) es una especie de cérvido endémico de Colombia y Venezuela. Se caracteriza por vivir entre 1.000 y 3.600 m s. n. m.
Se le llama candelillo o locha debido a su coloración parda rojiza. Los machos pueden pesar 14 kg, tienen una longitud de un metro de la cabeza a la cola y presentan cornamenta, las hembras son más pequeñas y sin cornamenta. Los juveniles poseen manchas blancas en el lomo que desaparecen después de los 5 meses de vida.
Son animales nocturnos y terrestres. Su alimentación es herbívora y frugívora. Frecuentemente se encuentran solos o en parejas. Las hembras tienen una sola cría después de una gestación de aproximadamente 3 meses. La población de esta especie ha disminuido peligrosamente llegando a la categoría de vulnerable.